# Eleocharis brassii
Eleocharis brassii är en halvgräsart som beskrevs av Stanley Thatcher Blake. Eleocharis brassii ingår i släktet småsäv, och familjen halvgräs. Inga underarter finns listade i Catalogue of Life.